# Olaf Hampel (Bobfahrer)
Olaf Hampel (* 1. November 1965 in Bielefeld) ist ein deutscher Bobfahrer. Hampel wurde als Anschieber von Harald Czudaj (1994) und Christoph Langen (1998) zweifacher Olympiasieger.
Außer seinen beiden Olympischen Erfolgen bei den Winterolympiaden 1994 in Lillehammer und 1998 in Nagano, als er beide Male die Goldmedaille im Viererbob errang, wurde er 1989 und 1995 Deutscher Meister im Zweierbob und 1995 auch Weltmeister im Zweierbob. In seinem erfolgreichsten Jahr 1996 errang er sowohl den Weltmeistertitel im Viererbob, die Europameisterschaft  im Viererbob und Zweierbob, und die Deutsche Meisterschaft im Zweierbob. Für seine sportlichen Leistungen wurde ihm das Silberne Lorbeerblatt verliehen.